# Ciclismo nos Jogos Olímpicos de Verão de 2024 - Velocidade masculino
A prova de velocidade masculino do ciclismo nos Jogos Olímpicos de Verão de 2024 ocorreu entre 7 e 9 de agosto de 2024 no Velódromo de Saint-Quentin-en-Yvelines, em Montigny-le-Bretonneux. Um total de 30 ciclistas de 19 Comitês Olímpicos Nacionais (CON) participaram do evento.

## Qualificação
Cada Comitê Olímpico Nacional (CON) poderia inscrever até dois ciclistas qualificados no evento de velocidade masculino. A qualificação se deu inteiramente através do ranking olímpico da União Ciclística Internacional (UCI) de 2022–24, com os oito primeiros que se qualificam para o evento de velocidade por equipes podendo inscrever dois ciclistas cada na velocidade individual (assim como no keirin). Os CONs que qualificam um ciclista no ranking do keirin também poderiam incluí-lo na velocidade. Finalmente, sete vagas foram alocadas individualmente por meio do ranking, sendo que cada um dos cinco continentes deveria estar representado.

## Formato
A competição começa com uma rodada classificatória de contrarrelógio (largada lançada de 200 metros). Os 24 melhores ciclistas avançam para as fases de eliminação. Em cada fase, os ciclistas largam lado a lado e devem completar três voltas na pista (750 metros). Os últimos 200 metros são cronometrados. Cada fase é composta da seguinte forma.
- A primeira fase emparelha os 24 ciclistas em 12 baterias; o vencedor de cada uma avança a segunda fase, enquanto o perdedor vai a primeira repescagem.
- A primeira repescagem coloca os 12 ciclistas em 4 baterias de 3 ciclistas cada; o vencedor de cada bateria se junta aos vencedores da primeira fase avançando para a segunda fase, enquanto os demais ciclistas são eliminados.
- A segunda fase emparelha os 16 ciclistas em 8 baterias; o vencedor de cada uma avança as oitavas de final, enquanto o perdedor vai para a segunda repescagem.
- A segunda repescagem conta novamente com 4 baterias, desta vez de 2 ciclistas cada; o vencedor de cada uma avança para as oitavas de final, enquanto o perdedor de cada bateria é eliminado.
- As oitavas de final juntam os 12 ciclistas em 6 baterias; o vencedor de cada uma avança para as quartas de final, enquanto o perdedor vai para a terceira repescagem.
- A terceira repescagem tem 2 baterias de 3 ciclistas cada; o vencedor vai para as quartas de final enquanto todos os outros são eliminados.
- As quartas de final começam com uma melhor de três corridas; os 8 ciclistas são colocados em 4 baterias. O vencedor de duas corridas em cada bateria vai para as semifinais, enquanto o perdedor disputa a corrida de classificação 5–8.
- As semifinais novamente usam baterias de melhor de três corridas, com os 4 ciclistas em duas semifinais. O vencedor de cada semifinal vai para a final e o perdedor vai para a disputa pela medalha de bronze.
- A rodada final inclui a disputa pela medalha de ouro, a disputa pelo bronze e a corrida de classificação 5–8. As disputas por medalhas são no formato um contra um, em melhor de três; a classificação 5–8 é uma corrida única com 4 ciclistas.

## Calendário
Horário local (UTC+2)
| Data                | Hora                                      | Fase |
| ------------------- | ----------------------------------------- | --- |
| 7 de agosto de 2024 | 12:45 14:30 15:30 17:30 18:42 19:38 20:14 | Classificatórias Primeira fase Primeira repescagem Segunda fase Segunda repescagem Oitavas de final Terceira repescagem |
| 8 de agosto de 2024 | 18:01 20:04                               | Quartas de final Classificação 5–8                                                                                      |
| 9 de agosto de 2024 | 14:41 18:00                               | Semifinais Final |

## Medalhistas
| Ouro   | NED Harrie Lavreysen   |
| Prata  | AUS Matthew Richardson |
| Bronze | GBR Jack Carlin        |

## Resultados

### Classificatórias
Os 24 melhores ciclistas avançam para a primeira fase.
| Pos. | Ciclista                     | CON                   | Tempo  | Atrás  | Notas |
| ---- | ---------------------------- | --------------------- | ------ | ------ | ----- |
| 1    | Harrie Lavreysen             | NED Países Baixos     | 9.088  |        | , Q   |
| 2    | Matthew Richardson           | AUS Austrália         | 9.091  | +0.003 | Q     |
| 3    | Mikhail Iakovlev             | ISR Israel            | 9.152  | +0.064 | Q     |
| 4    | Leigh Hoffman                | AUS Austrália         | 9.242  | +0.154 | Q     |
| 5    | Jack Carlin                  | GBR Grã-Bretanha      | 9.247  | +0.159 | Q     |
| 6    | Jeffrey Hoogland             | NED Países Baixos     | 9.293  | +0.205 | Q     |
| 7    | Hamish Turnbull              | GBR Grã-Bretanha      | 9.346  | +0.258 | Q     |
| 8    | Kaiya Ota                    | JPN Japão             | 9.350  | +0.262 | Q     |
| 9    | Nicholas Paul                | TTO Trinidad e Tobago | 9.371  | +0.283 | Q     |
| 10   | Azizulhasni Awang            | MAS Malásia           | 9.402  | +0.314 | Q     |
| 11   | Mateusz Rudyk                | POL Polônia           | 9.416  | +0.328 | Q     |
| 12   | Cristian Ortega              | COL Colômbia          | 9.426  | +0.338 | Q     |
| 13   | Rayan Helal                  | FRA França            | 9.447  | +0.359 | Q     |
| 14   | Sam Dakin                    | NZL Nova Zelândia     | 9.470  | +0.382 | Q     |
| 15   | Luca Spiegel                 | GER Alemanha          | 9.479  | +0.391 | Q     |
| 16   | Yuta Obara                   | JPN Japão             | 9.483  | +0.395 | Q     |
| 17   | Sébastien Vigier             | FRA França            | 9.501  | +0.413 | Q     |
| 18   | Zhou Yu                      | CHN China             | 9.514  | +0.426 | Q     |
| 19   | Vasilijus Lendel             | LTU Lituânia          | 9.581  | +0.493 | Q     |
| 20   | Tyler Rorke                  | CAN Canadá            | 9.603  | +0.515 | Q     |
| 21   | Nick Wammes                  | CAN Canadá            | 9.612  | +0.524 | Q     |
| 22   | Muhammad Shah Firdaus Sahrom | MAS Malásia           | 9.635  | +0.547 | Q     |
| 23   | Jaïr Tjon En Fa              | SUR Suriname          | 9.637  | +0.549 | Q     |
| 24   | Maximilian Dörnbach          | GER Alemanha          | 9.655  | +0.567 | Q     |
| 25   | Kevin Quintero               | COL Colômbia          | 9.669  | +0.581 |       |
| 26   | Kwesi Browne                 | TTO Trinidad e Tobago | 9.773  | +0.685 |       |
| 27   | Jai Angsuthasawit            | THA Tailândia         | 9.898  | +0.810 |       |
| 28   | Liu Qi                       | CHN China             | 9.904  | +0.816 |       |
| 29   | Jean Spies                   | RSA África do Sul     | 9.962  | +0.874 |       |
| 30   | Andrey Chugay                | KAZ Cazaquistão       | 10.047 | +0.959 |       |

### Primeira fase
Os vencedores de cada bateria avançam para a segunda fase e os perdedores para a primeira repescagem.

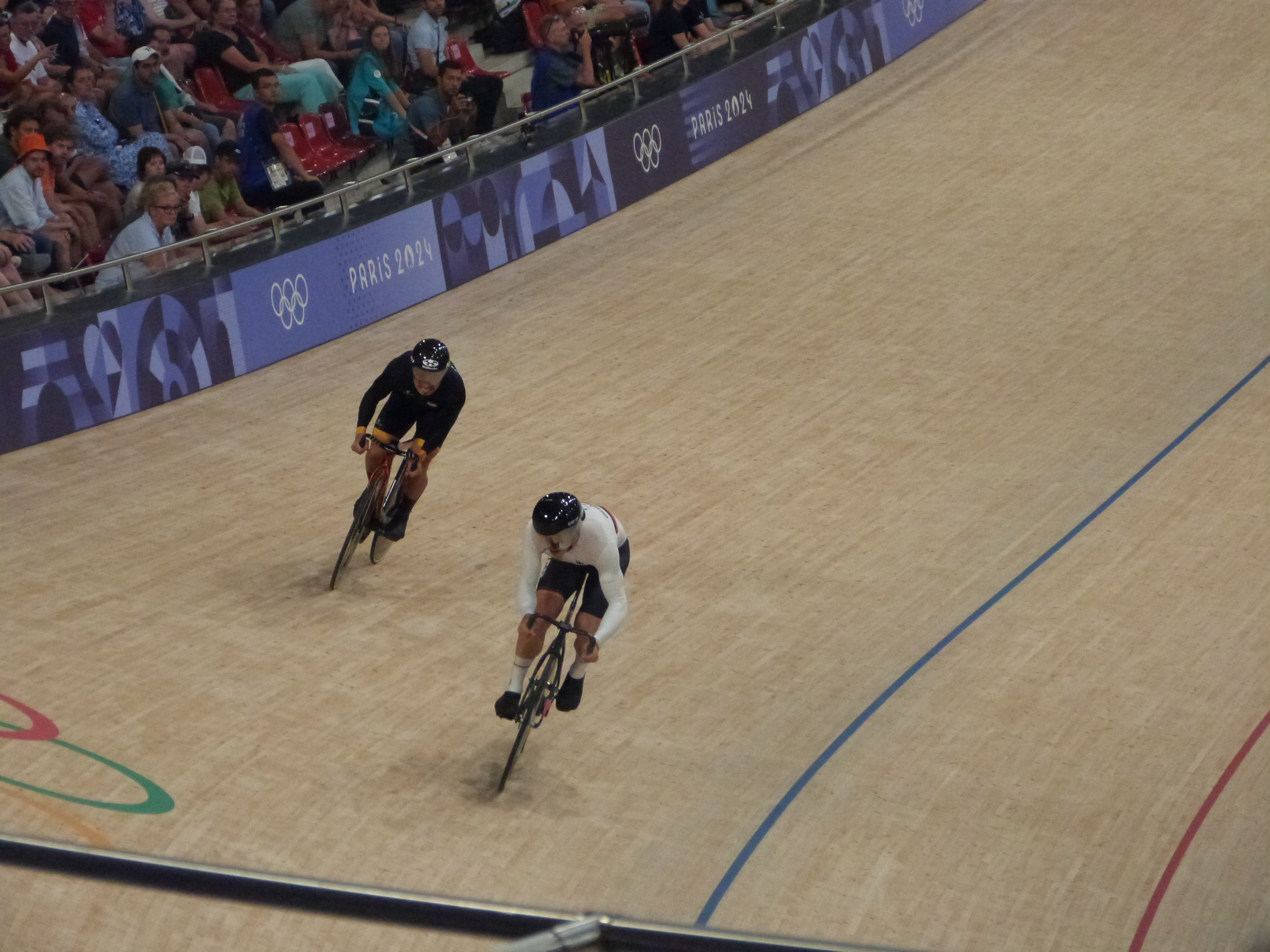
Azizulhasni Awang e Luca Spiegel durante a décima bateria

| Bateria | Pos. | Ciclista                     | CON                   | Intervalo | Notas |
| ------- | ---- | ---------------------------- | --------------------- | --------- | ----- |
| 1       | 1    | Harrie Lavreysen             | NED Países Baixos     | X         | Q     |
| 1       | 2    | Maximilian Dörnbach          | GER Alemanha          | +0.093    | R     |
| 2       | 1    | Matthew Richardson           | AUS Austrália         | X         | Q     |
| 2       | 2    | Jaïr Tjon En Fa              | SUR Suriname          | +0.150    | R     |
| 3       | 1    | Mikhail Iakovlev             | ISR Israel            | X         | Q     |
| 3       | 2    | Muhammad Shah Firdaus Sahrom | MAS Malásia           | +0.569    | R     |
| 4       | 1    | Leigh Hoffman                | AUS Austrália         | X         | Q     |
| 4       | 2    | Nick Wammes                  | CAN Canadá            | +0.556    | R     |
| 5       | 1    | Jack Carlin                  | GBR Grã-Bretanha      | X         | Q     |
| 5       | 2    | Tyler Rorke                  | CAN Canadá            | +0.190    | R     |
| 6       | 1    | Jeffrey Hoogland             | NED Países Baixos     | X         | Q     |
| 6       | 2    | Vasilijus Lendel             | LTU Lituânia          | +0.122    | R     |
| 7       | 1    | Hamish Turnbull              | GBR Grã-Bretanha      | X         | Q     |
| 7       | 2    | Zhou Yu                      | CHN China             | +0.071    | R     |
| 8       | 1    | Kaiya Ota                    | JPN Japão             | X         | Q     |
| 8       | 2    | Sébastien Vigier             | FRA França            | +0.047    | R     |
| 9       | 1    | Nicholas Paul                | TTO Trinidad e Tobago | X         | Q     |
| 9       | 2    | Yuta Obara                   | JPN Japão             | +0.030    | R     |
| 10      | 1    | Azizulhasni Awang            | MAS Malásia           | X         | Q     |
| 10      | 2    | Luca Spiegel                 | GER Alemanha          | +0.075    | R     |
| 11      | 1    | Mateusz Rudyk                | POL Polônia           | X         | Q     |
| 11      | 2    | Sam Dakin                    | NZL Nova Zelândia     | +0.020    | R     |
| 12      | 1    | Cristian Ortega              | COL Colômbia          | X         | Q     |
| 12      | 2    | Rayan Helal                  | FRA França            | +0.007    | R     |

### Primeira repescagem
Os vencedores de cada bateria avançam para a segunda fase; os restantes são eliminados.
| Bateria | Pos. | Ciclista                     | CON               | Intervalo | Notas |
| ------- | ---- | ---------------------------- | ----------------- | --------- | ----- |
| 1       | 1    | Yuta Obara                   | JPN Japão         | X         | Q     |
| 1       | 2    | Maximilian Dörnbach          | GER Alemanha      | +0.071    |       |
| 1       | 3    | Sébastien Vigier             | FRA França        | +0.149    |       |
| 2       | 1    | Jaïr Tjon En Fa              | SUR Suriname      | X         | Q     |
| 2       | 2    | Luca Spiegel                 | GER Alemanha      | +0.020    |       |
| 2       | 3    | Zhou Yu                      | CHN China         | +0.132    |       |
| 3       | 1    | Vasilijus Lendel             | LTU Lituânia      | X         | Q     |
| 3       | 2    | Muhammad Shah Firdaus Sahrom | MAS Malásia       | +0.043    |       |
| 3       | 3    | Sam Dakin                    | NZL Nova Zelândia | +0.794    |       |
| 4       | 1    | Rayan Helal                  | FRA França        | X         | Q     |
| 4       | 2    | Tyler Rorke                  | CAN Canadá        | +0.417    |       |
| 4       | 3    | Nick Wammes                  | CAN Canadá        | +1.020    |       |

### Segunda fase
Os vencedores de cada bateria avançam para as oitavas de final e os perdedores para a segunda repescagem.
| Bateria | Pos. | Ciclista           | CON                   | Intervalo | Notas |
| ------- | ---- | ------------------ | --------------------- | --------- | ----- |
| 1       | 1    | Harrie Lavreysen   | NED Países Baixos     | X         | Q     |
| 1       | 2    | Rayan Helal        | FRA França            | +0.109    | R     |
| 2       | 1    | Matthew Richardson | AUS Austrália         | X         | Q     |
| 2       | 2    | Vasilijus Lendel   | LTU Lituânia          | +0.862    | R     |
| 3       | 1    | Mikhail Iakovlev   | ISR Israel            | X         | Q     |
| 3       | 2    | Jaïr Tjon En Fa    | SUR Suriname          | +0.157    | R     |
| 4       | 1    | Leigh Hoffman      | AUS Austrália         | X         | Q     |
| 4       | 2    | Yuta Obara         | JPN Japão             | +0.255    | R     |
| 5       | 1    | Jack Carlin        | GBR Grã-Bretanha      | X         | Q     |
| 5       | 2    | Cristian Ortega    | COL Colômbia          | +0.091    | R     |
| 6       | 1    | Jeffrey Hoogland   | NED Países Baixos     | X         | Q     |
| 6       | 2    | Mateusz Rudyk      | POL Polônia           | +0.284    | R     |
| 7       | 1    | Azizulhasni Awang  | MAS Malásia           | X         | Q     |
| 7       | 2    | Hamish Turnbull    | GBR Grã-Bretanha      | +0.034    | R     |
| 8       | 1    | Nicholas Paul      | TTO Trinidad e Tobago | X         | Q     |
| 8       | 2    | Kaiya Ota          | JPN Japão             | +0.224    | R     |

### Segunda repescagem
Os vencedores de cada bateria avançam para as oitavas de final; os perdedores são eliminados.
| Bateria | Pos. | Ciclista         | CON              | Intervalo | Notas |
| ------- | ---- | ---------------- | ---------------- | --------- | ----- |
| 1       | 1    | Kaiya Ota        | JPN Japão        | X         | Q     |
| 1       | 2    | Rayan Helal      | FRA França       | +0.048    |       |
| 2       | 1    | Hamish Turnbull  | GBR Grã-Bretanha | X         | Q     |
| 2       | 2    | Vasilijus Lendel | LTU Lituânia     | +0.044    |       |
| 3       | 1    | Mateusz Rudyk    | POL Polônia      | X         | Q     |
| 3       | 2    | Jaïr Tjon En Fa  | SUR Suriname     | +0.054    |       |
| 4       | 1    | Yuta Obara       | JPN Japão        | X         | Q     |
| 4       | 2    | Cristian Ortega  | COL Colômbia     | +0.010    |       |

### Oitavas de final
Os vencedores de cada bateria avançam para as quartas de final e os perdedores para a terceira repescagem.
| Bateria | Pos. | Ciclista           | CON                   | Intervalo | Notas |
| ------- | ---- | ------------------ | --------------------- | --------- | ----- |
| 1       | 1    | Harrie Lavreysen   | NED Países Baixos     | X         | Q     |
| 1       | 2    | Yuta Obara         | JPN Japão             | +0.0164   | R     |
| 2       | 1    | Matthew Richardson | AUS Austrália         | X         | Q     |
| 2       | 2    | Mateusz Rudyk      | POL Polônia           | +0.136    | R     |
| 3       | 1    | Hamish Turnbull    | GBR Grã-Bretanha      | X         | Q     |
| 3       | 2    | Mikhail Iakovlev   | ISR Israel            | +0.001    | R     |
| 4       | 1    | Kaiya Ota          | JPN Japão             | X         | Q     |
| 4       | 2    | Leigh Hoffman      | AUS Austrália         | +0.130    | R     |
| 5       | 1    | Jack Carlin        | GBR Grã-Bretanha      | X         | Q     |
| 5       | 2    | Nicholas Paul      | TTO Trinidad e Tobago | +0.004    | R     |
| 6       | 1    | Jeffrey Hoogland   | NED Países Baixos     | X         | Q     |
| 6       | 2    | Azizulhasni Awang  | MAS Malásia           | +0.037    | R     |

### Terceira repescagem
Os vencedores de cada bateria avançam para as quartas de final; os restantes são eliminados.
| Bateria | Pos. | Ciclista          | CON                   | Intervalo | Notas |
| ------- | ---- | ----------------- | --------------------- | --------- | ----- |
| 1       | 1    | Yuta Obara        | JPN Japão             | X         | Q     |
| 1       | 2    | Leigh Hoffman     | AUS Austrália         | +0.190    |       |
| 1       | 3    | Nicholas Paul     | TTO Trinidad e Tobago | +0.369    |       |
| 2       | 1    | Mateusz Rudyk     | POL Polônia           | X         | Q     |
| 2       | 2    | Mikhail Iakovlev  | ISR Israel            | +0.054    |       |
| 2       | 3    | Azizulhasni Awang | MAS Malásia           | +0.190    |       |

### Quartas de final
Os vencedores de cada bateria, disputada em uma melhor de três corridas, avançam para a semifinal e os perdedores para a classificação 5–8.
| Bateria | Pos. | Ciclista           | CON               | Corrida 1 | Corrida 2 | Desempate (s.n.) | Notas |
| ------- | ---- | ------------------ | ----------------- | --------- | --------- | ---------------- | ----- |
| 1       | 1    | Harrie Lavreysen   | NED Países Baixos | X         | X         |                  | SF    |
| 1       | 2    | Mateusz Rudyk      | POL Polônia       | +0.273    | +0.105    |                  | F5-8  |
| 2       | 1    | Matthew Richardson | AUS Austrália     | X         | X         |                  | SF    |
| 2       | 2    | Yuta Obara         | JPN Japão         | +0.562    | +0.603    |                  | F5-8  |
| 3       | 1    | Jeffrey Hoogland   | NED Países Baixos | +0.079    | X         | X                | SF    |
| 3       | 2    | Hamish Turnbull    | GBR Grã-Bretanha  | X         | +0.007    | +0.276           | F5-8  |
| 4       | 1    | Jack Carlin        | GBR Grã-Bretanha  | +0.046    | X         | X                | SF    |
| 4       | 2    | Kaiya Ota          | JPN Japão         | X         | REL       | +0.014           | F5-8  |

### Classificação 5–8
A corrida determina as classificações finais do quinto ao oitavo lugar.
| Pos. | Ciclista        | CON              | Intervalo | Notas |
| ---- | --------------- | ---------------- | --------- | ----- |
| 5    | Mateusz Rudyk   | POL Polônia      | 9.974     |       |
| 6    | Yuta Obara      | JPN Japão        | +0.127    |       |
| 7    | Hamish Turnbull | GBR Grã-Bretanha | REL       |       |
| 7    | Kaiya Ota       | JPN Japão        | REL       | w     |

### Semifinais
Os vencedores de cada bateria, disputada em uma melhor de três corridas, avançam para a final e os perdedores para a disputa pela medalha de bronze.
| Bateria | Pos. | Ciclista           | CON               | Corrida 1 | Corrida 2 | Desempate (s.n.) | Notas |
| ------- | ---- | ------------------ | ----------------- | --------- | --------- | ---------------- | ----- |
| 1       | 1    | Harrie Lavreysen   | NED Países Baixos | X         | X         |                  | QO    |
| 1       | 2    | Jack Carlin        | GBR Grã-Bretanha  | +0.068    | +0.068    |                  | QB    |
| 2       | 1    | Matthew Richardson | AUS Austrália     | X         | X         |                  | QO    |
| 2       | 2    | Jeffrey Hoogland   | NED Países Baixos | +0.029    | +0.092    |                  | QB    |

### Finais
Cada bateria define as disputas das medalhas.
| Pos.                | Ciclista           | CON               | Corrida 1 | Corrida 2 | Desempate (s.n.) |
| ------------------- | ------------------ | ----------------- | --------- | --------- | ---------------- |
| Disputa pelo ouro   |                    |                   |           |           |                  |
| Medalha de ouro     | Harrie Lavreysen   | NED Países Baixos | X         | X         |                  |
| Medalha de prata    | Matthew Richardson | AUS Austrália     | +0.024    | +0.047    |                  |
| Disputa pelo bronze |                    |                   |           |           |                  |
| Medalha de bronze   | Jack Carlin        | GBR Grã-Bretanha  | X         | +0.049    | X                |
| 4                   | Jeffrey Hoogland   | NED Países Baixos | +0.017    | X         | +0.041           |